# Elaphria phaeoplaga
Elaphria phaeoplaga är en fjärilsart som beskrevs av Jones 1908. Elaphria phaeoplaga ingår i släktet Elaphria och familjen nattflyn. Inga underarter finns listade i Catalogue of Life.